# Steve Rothman
Steven R. „Steve” Rothman (ur. 14 października 1952) – amerykański polityk, członek Partii Demokratycznej. Od 1997 roku jest przedstawicielem dziewiątego okręgu wyborczego w stanie New Jersey do Izby Reprezentantów Stanów Zjednoczonych.